# Fernando Torres
Fernando José Torres Sanz (spanyol kiejtéssel: [ferˈnando ˈtores]; Fuenlabrada, 1984. március 20. –)  spanyol válogatott labdarúgó, vezetőedző, az Atlético Madrid B csapatának menedzsere.
Pályafutását az Atlético Madridnál kezdte, a gárda utánpótlásából került a felnőttek közé. 2001-ben debütált az első csapatban, ahol 174 La Liga-mérkőzésen 75-ször volt eredményes. Az első osztályban történő bemutatkozása előtt két évet játszott a második ligában, itt 40 alkalommal lépett pályára és hét gólt szerzett.
2007-ben klubrekordot jelentő összegért igazolt a Liverpoolhoz. Első szezonjában Robbie Fowler 1995–1996-os teljesítményét követően ő volt az első játékos, aki egy idényben több mint 20 találatot jegyzett. Az egyesületben ő lett a legrövidebb idő alatt 50 gólt szerző labdarúgó. 2008-ban és 2009-ben a FIFA World XI-ben is helyet kapott. 2011-ben elhagyta a Vörösöket és 50 millió fontért csatlakozott a Chelsea-hez, ezzel ő lett a történelem legdrágább spanyol játékosa. Első Londonban töltött teljes szezonjában megnyerte az FA-kupát és a Bajnokok Ligáját. A 2013-as Európa-liga-döntőben gólt szerzett, ezzel klubját története első ilyen trófeájához segítette.
A spanyol válogatottban 2003-ban mutatkozott be Portugália ellen. Több mint 100-szor lépett pályára hazája színeiben, ahol a harmadik legeredményesebb góllövőnek számít. Hat nagy tornán vett részt: a 2004-es Európa-bajnokságon, a 2006-os világbajnokságon, a 2008-as Európa-bajnokságon, a 2010-es világbajnokságon, a 2012-es Európa-bajnokságon és a 2014-es világbajnokságon. Spanyolország 2008 és 2012 között mindhárom nemzetközi tornát megnyerte, Torres pedig a 2008-as, illetve a 2012-es Európa-bajnokság fináléjában is gólt szerzett. 2012-ben elnyerte az aranycipőt is, így a nemzetközi kiírás gólkirálya lett.

## Gyerekkora
Fuenlabradában, Madrid tartományban született. Már gyerekkorában elkezdett érdeklődni a labdarúgás iránt, ötéves korában csatlakozott első csapatához, a Parque 84-hez. Nagyapja nem volt szenvedélyes futballdrukker, de büszke volt arra, hogy tőle örökölte az Atlético Madrid iránti szeretetét.
Kapusként kezdte pályafutását, ezen a poszton játszott a bátyja is, hétéves korában azonban már rendszeresen csatárként játszott a szomszéd klubban, fedett pályás bajnokikon a Mario's Holanda színeiben. Nagy hatással volt rá a Tsubasa kapitány mangasorozat. Három évvel később, tízévesen bekerült egy 11 fős csapatba, a Rayo 13-ba, itt egy idény alatt 55 gólt szerzett, és egyike volt azon három játékosnak, akiket próbajátékra hívtak az Atlético Madridhoz. Játéka elnyerte a megfigyelők tetszését, így 1995-ben, tizenegy évesen a klub ifjúsági akadémiájára került.

## Pályafutása

### Atlético Madrid

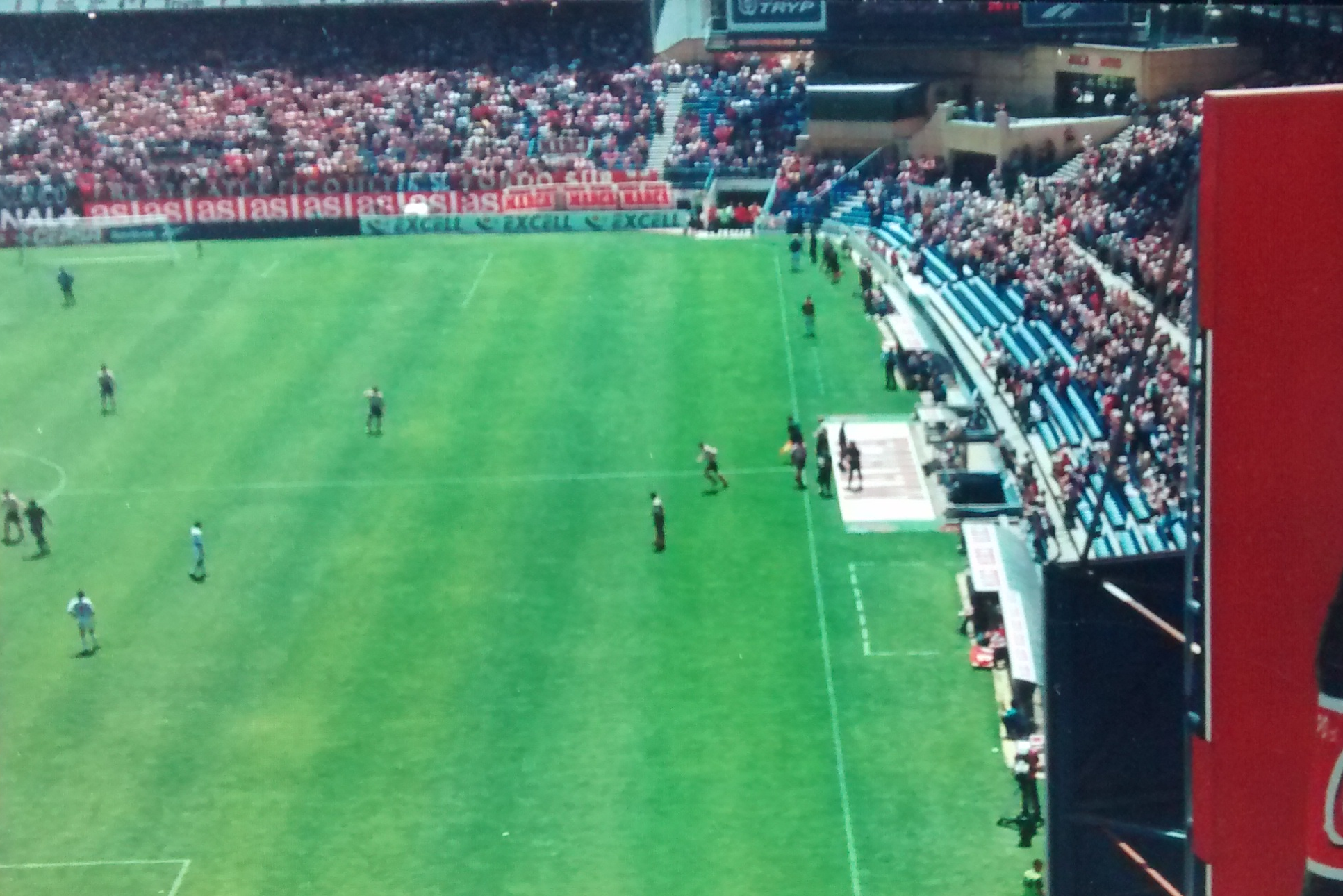
Torres 2001. május 27-én debütált az Atlético Madrid csapatában

Végigjárva a korosztályos csapatokat, 1998-ban nyerte meg első fontosabb ifjúsági címét. Az Atlético a Nike-kupára az U15-ös csapatát küldte Spanyolországba és Európa-szerte, így lehetősége adódott más utánpótlás csapatokkal megmérkőznie, később pedig győztese lett a tornának. Torrest a kontinens legjobb játékosának választották korosztályában. 1999-ben, 15 évesen írta alá első szakmai szerződését a klubbal. Első évét az ifjúsági csapatban töltötte, 16 évesen pedig már a Honor Divisionban játszott. A 2000–2001-es szezon rosszul kezdődött számára, mivel sípcsonttörést szenvedett, emiatt decemberig nem tudott pályára lépni. Az előszezon felkészülése alatt az első csapattal edzett, végül 2001. március 27-én a Vicente Calderón Stadionban a Leganés ellen mutatkozott be. Egy héttel később megszerezte első gólját az Albacete ellen, az Atlético az idény végén pedig éppenhogy lemaradt az első osztálybeli feljutástól.
A 2001–2002-es idényben végül sikerült a feljutás, bár Torres teljesítménye nem volt meggyőző, 36 mérkőzésen a másodosztályban mindössze hatszor volt eredményes. Első szezonja 2002–2003-ban a La Ligában jobb eredményeket hozott egyénileg is, 29 mérkőzésen 13 gólt szerzett, az Atlético pedig a 11. helyen végzett a bajnokságban. 2003 júliusában a Chelsea tulajdonosa, Roman Abramovics nem sokkal azután, hogy átvette a klubot, 28 millió fontos ajánlatot tett érte. A 2003–2004-es évadban több összecsapáson kapott lehetőséget, 35 pályára lépése alkalmával 19 bajnoki gólt jegyzett, ezzel a bajnokság harmadik legeredményesebb góllövője lett. 19 éves korában az Atlético csapatkapitányának nevezték ki. A klub lemaradt az UEFA-kupába való bejutásról, de az idényben a hetedik helyen végzett, ezáltal kvalifikálta magát a 2004-es Intertotó-kupa küzdelmeibe, így Torres első ízben mérethette meg magát nemzetközi szinten. Az OFK Beograd ellen a negyedik forduló mindkét meccsén betalált, csapata pedig bejutott a döntőbe, de a Villarreal ellen 2–2-es döntetlen után a tizenegyespárbajban 3–1-re alulmaradt. Az angol bajnok Chelsea 2005-ben újra érdeklődött iránta, de a klubelnök, Enrique Cerezo leszögezte, semmi esélyük leigazolni őt. Később, 2006 januárjában azt mondta, hajlandó meghallgatni a Torresért tett ajánlatokat, maga a játékos pedig azt állította, hogy a Premier League-ben szereplő Newcastle United márciusban érdeklődött felőle.

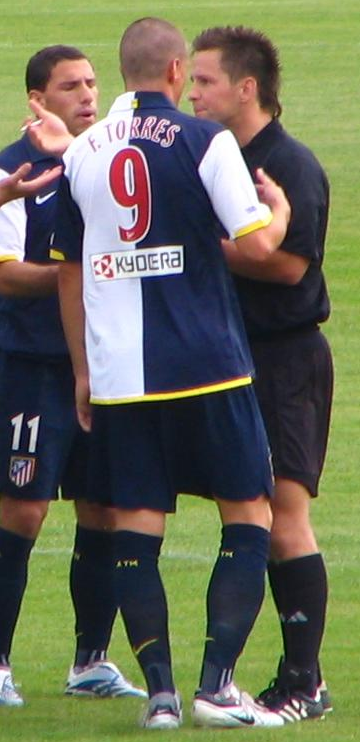
Torres az Atlético Madrid játékosaként 2006-ban

A 2006-os világbajnokság után kijelentette, hogy a 2005–2006-os szezon végén visszautasította a Chelsea ajánlatát. A 2006–2007-es évadban 14-szer volt eredményes. Az angol média arról számolt be, hogy ő volt a Liverpool fő átigazolási célpontja, azonban Cerezo kijelentette, nem kaptak ajánlatot a Liverpooltól, vagy bármely más klubtól egy játékosért sem. Napokkal később sajtóhírek szerint azonban az Atlético megállapodott a Liverpoollal egy 25 millió fontos vételárban Torres átigazolása ügyében, illetve abban, hogy Luis García pedig a madridiakhoz igazol. Június 30-án a klub bejelentette, hogy szerződtette Diego Forlánt a Villarrealból, ezt az üzletet  pedig Torres helyettesítésének értelmezte a szaksajtó, mielőtt a csatár távozása hivatalossá vált volna. Július 2-án  megerősítést nyert, hogy Torres megszakította vakációját és visszarepült Madridba, hogy véglegesítse a Liverpoolhoz való átigazolását, másnap pedig már orvosi vizsgálatokon esett át a liverpooli Melwood edzőpályán. Július 4-én sajtótájékoztatót tartott, hogy elbúcsúzzon a szurkolóktól, befejezve így hatéves pályafutását nevelőklubjában. Az átigazolási díja a legmagasabb volt a Liverpool történetében. 2008 márciusában Rafael Benítez, klubja vezetőedzője a The Timesnak adott interjújában elmondta, hogy Torrest körülbelül 20 millió fontért szerezték meg, bár García átigazolási díját nem vették figyelembe.

### Liverpool

#### 2007–2008-as szezon
2007. augusztus 11-én, az Aston Villa elleni 2–1-es győzelem során debütált  a Liverpoolban. Négy nappal később a Bajnokok Ligájában először lépett pályára a Toulouse ellen a 79. perben csereként, csapata pedig 1–0-s győzelmet aratott. Első bajnoki gólját 2007. augusztus 19-én a Chelsea elleni 1–1-es döntetlen alkalmával szerezte a 16. percben az Anfield Stadionban. 2007. szeptember 25-én első mesterhármasát jegyezte a Ligakupában a Reading elleni 4–2-es győztes mérkőzésen, mégpedig úgy, hogy mindegyik találata a második félidőben született. 2007. november 28-án a Bajnokok Ligájában harmadik fellépésén volt eredményes először, a Liverpool pedig 4–1-re győzte le a Porto csapatát. A négyből két gól is Torres nevéhez fűződött az összecsapás során.
2008 februárjában a hónap játékosának választották a Premier League-ben, miután négy mérkőzésen négy gólt szerzett, köztük 2008. február 23-án egy mesterhármast a Middlesbrough ellen. Ez a mesterhármas, és 2008. március 5-én a West Ham United elleni 4–0-s győztes összecsapáson jegyzett három gólja azt jelentette, hogy ő lett az első játékos a Liverpoolban 1946 novemberét követően, Jack Balmer után, akinek három gól fűződött a nevéhez egymást követő hazai mérkőzéseken. Márciusban, miután fejjel volt eredményes a Reading ellen az Anfielden, az 1995–1996-os idényt megelőzően, Robbie Fowler teljesítményét követően ő lett az első labdarúgó, aki 20 bajnoki gólt szerzett egy idényben. Áprilisban újra eredményes volt a Bajnokok Ligájában az Arsenal elleni negyeddöntős párharc visszavágóján, mely által csapata továbbjutott az elődöntőbe. A 2007–2008-as évadban minden sorozatot figyelembe véve 29-szer vette be az ellenfelek kapuját, ezzel egyidejűleg Michael Owen klubrekordját döntötte meg. 2008. április 11-én bejelentették, hogy jelölték  az év angol labdarúgója díjra, melyet végül Cristiano Ronaldo, a Manchester United játékosa nyert meg. Jelölték még az év fiatal angol labdarúgója díjra is, ezt az elismerést Cesc Fàbregas, az Arsenal labdarúgója kapta meg, ő pedig a szezon végén végül bekerült a Premier League év csapatába. Májusban az Angol Sportújságírók Szövetsége által odaítélt év labdarúgója szavazásán Ronaldo mögött a második helyen végzett.
2008. május 4-én a Manchester City ellen az 57. percben győztes gólt szerzett, ezzel hazai pályán zsinórban nyolc bajnokin volt eredményes, mellyel beérte Roger Hunt rekordját. Miután a szezon utolsó bajnokiján, a Tottenham Hotspur ellen megnyert 2–0-s találkozón a 24. bajnoki gólját lőtte, újabb csúcsot állított fel azzal, hogy a legeredményesebb külföldi góllövővé vált debütáló idényében az angol első osztályban, egyúttal Ruud van Nistelrooy 23 találatát döntötte meg. Az idényt a második helyen zárta Emmanuel Adebayorral együtt az Aranycipőért folytatott versenyben. A médiában pletykák keringtek arról, hogy a Chelsea 50 millió fontot fog fizetni a játékjogáért cserébe, válaszul azonban azt mondta, sok év fog eltelni, mire elhagyja a liverpooli Vörösöket. A Liverpool társtulajdonosa, Tom Hicks szintén cáfolta az átigazolási történetet, mondván nem engedi, hogy Torres elhagyja a klubot.

#### 2008–2009-es szezon

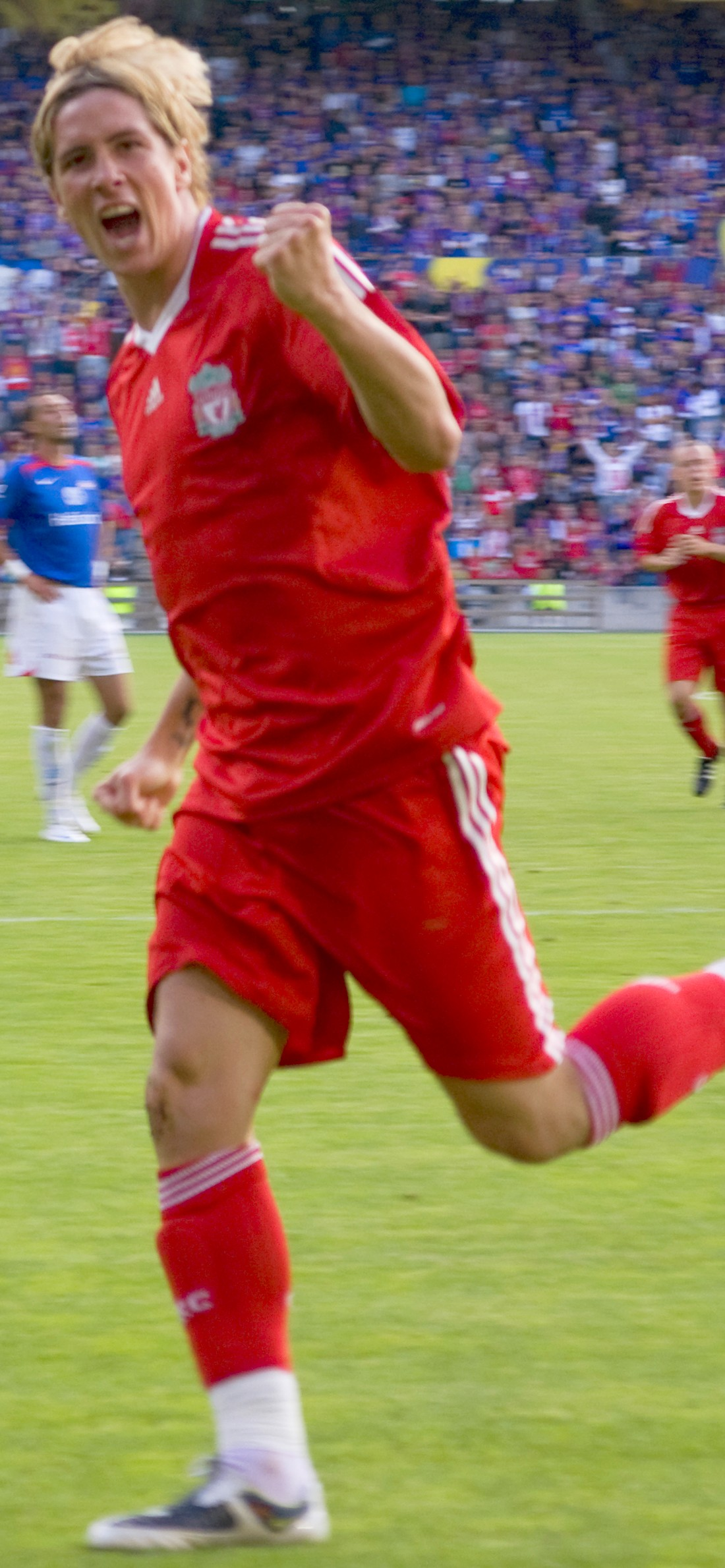
Torres egyik gólját ünnepli a Liverpool játékosaként 2008-ban

A 2008–2009-es idényt góllal kezdte, 2008. augusztus 16-án a Sunderland elleni idegenbeli 1–0-ra megnyert találkozón egy 25 méteres lövésből talált be a jobb alsó sarokba. Az Aston Villa elleni 0–0-s döntetlennel véget érő mérkőzésen combizomszakadást szenvedett, emiatt két-három hetet hagyott ki. Végül a Bajnokok Ligájában a Marseille ellen tért vissza, mely mérkőzést 2–1-re nyerték meg. 2008. szeptember 27-én a Mersey-parti rangadón az Everton ellen két gólt szerzett, így 2–0-ra győzött a Liverpool. A következő hétvégén újra kétszer volt eredményes a Manchester City elleni 3–2-es győztes meccsen a City of Manchester Stadionban, ekkor klubja kétgólos hátrányból fordította meg az összecsapást. Az első a Liverpool ezredik találata volt a Premier League-ben. A 2010-es világbajnokság selejtezője során a combizma sérült meg, ezáltal három mérkőzésről maradt távol. 2008. október 22-én korábbi klubja, az Atlético Madrid ellen játszottak a Bajnokok Ligájában a Vicente Calderón Stadionban, de ő sérülése miatt kihagyta a találkozót. Enrique Cerezo klubelnökkel együtt meghívót kapott a VIP-páholyba, Torres azonban elutasította azt, mivel a Mersey-parton folytatta rehabilitációját. 2008. október 27-én beválasztották a 2007–2008-as évad FIFpro által összeállított World XI csapatába.
2008. november 8-án tért vissza a csapatba, a West Bromwich Albion elleni 3–0-s győzelem alkalmával a 72. percben csereként állt be. Kijelentette, érdekli, hogy egyszer visszatérjen korábbi klubjához, az Atléticóhoz, ezzel kapcsolatban így fogalmazott: „Nem tudom, hogy onnan fogok-e visszavonulni, de szeretnék visszamenni, és befejezni néhány dolgot ott, ami még hátramaradt." Két-három hétre kikerült az első csapat keretéből, mert novemberben a Bajnokok Ligájában a Marseille elleni 1–0-ra megnyert mérkőzésen újra megsérült a combizma, később azonban a szakemberek négy hetes kihagyást állapítottak meg számára. Decemberben jelölték a FIFA év labdarúgója-díjra, végül a harmadik helyen végzett Cristiano Ronaldo és Lionel Messi mögött. 2009. január 3-án csereként tért vissza csapatába, az FA-kupában a Preston North End elleni 2–0-s győzelem során, és a mérkőzésen az első gólt ő szerezte. 2009. február 1-jén a Chelsea ellen a mérkőzés utolsó szakaszában jegyzett két gólt, így bebiztosította a 2–0-s győzelmet klubjának.
2009. március 10-én korábbi riválisával, a Real Madriddal találkozott a Liverpool a Bajnokok Ligája-nyolcaddöntőjében. A mérkőzés első gólját Torres szerezte, végül 4–0-ra diadalmaskodott csapata, összesítésben pedig 5–0-val jutottak tovább a negyeddöntőbe. Négy nappal később újra pályára lépett az Old Traffordon a Manchester United ellen, az egyenlítő gól az ő nevéhez fűződött a 4–1-re megnyert mérkőzésen. Gólöröme elnyerte a Liverpool szurkolók tetszését, miután karját kinyújtva az ötös számot mutatta, ezzel a klub öt Bajnokok Ligája-győzelmére utalva a United három sikerével szemben. 2009 áprilisában, második ott töltött szezonjában beválasztották az év csapatába. 2009. május 24-én az 50. gólját lőtte csapatában a Tottenham ellen az utolsó fordulóban, ezt a mérföldkövet 84 pályára lépés alatt érte el.

#### 2009–2010-es szezon

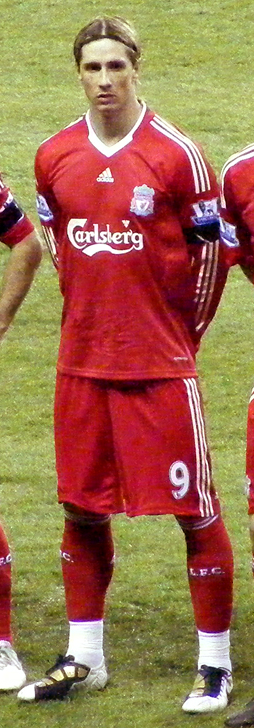
Torres egy mérkőzés előtt a Liverpoolban 2010-ben

Augusztus 14-én meghosszabbította szerződését a klubjával, mely által lehetősége volt még egy évet maradnia 2013 után is. 2009. szeptember 19-én a West Ham United elleni 3–2-re megnyert mérkőzésen két gól fűződött a nevéhez, ezáltal a Pool a harmadik helyen állt a bajnokságban. Egy héttel később a 2009–2010-es bajnokságban megszerezte első mesterhármasát az Anfielden a Hull City elleni 6–1-es győzelem során. Szeptemberben a hónap játékosának választották, miután öt gólt jegyzett ez idő alatt és vezette a góllövőlistát. 2009. október 15-én ő szerezte az első gólt a Manchester United ellen, az összecsapás 2–0-s sikerrel zárult számukra. A vezetőedző, Rafael Benítez a következőképpen értékelte teljesítményét: „Az utolsó passzra vártunk. Amikor megkapta a labdát, tudtuk, hogy gólt szerez." 2009 decemberében második egymást követő szezonjában választották be a FIFPro World XI-be. 2009. december 29-én az Aston Villa elleni találatával ő lett a Liverpool történetében az a játékos, aki a legrövidebb idő alatt szerzett 50 bajnoki gólt. 2010. április 4-én a Birmingham City elleni 1–1-gyel végződő meccsen a 65. percben lecserélték, melyet Benítez azzal indokolt, hogy a csatár kimerült állapotban van. 2010. április 8-án a szezonban utolsó alkalommal lépett pályára az Európa-ligában a Benfica elleni 4–1-es győzelemmel véget érő mérkőzésen, majd április 18-án bejelentették, hogy az évad hátralévő részét térdműtétje miatt kihagyja. Összesen 32 találkozón játszott, melyeken 22 alkalommal volt eredményes, valamint másodszor lett a csapat házi gólkirálya.

#### 2010–2011-es szezon
Roy Hodgson, a Liverpool új vezetőedzője kijelentette, hogy Torrest nem fogják eladni, mondván: „Nem eladó, és nem fogadunk el semmilyen ajánlatot érte. Meg akarjuk őt tartani." A menedzser elutasította a távozásáról szóló híreket, erről így nyilatkozott: „Elmondta nekünk, hogy nagyon várja a hétfőt, miszerint újra edzésbe álljon és azt is, hogy a következő idényben is a Liverpoolban játsszon. Én ezt tudom, és azt gondolom, hogy az ennek ellenkezőjét állító híresztelések hamisak." Torres augusztus 3-án elköteleződéséről tett tanúbizonyságot, és így nyilatkozott: „Az elköteleződésem, valamint a hűségem a klubhoz és a szurkolókhoz ugyanolyan, mint az első nap, amikor aláírtam a szerződésemet."

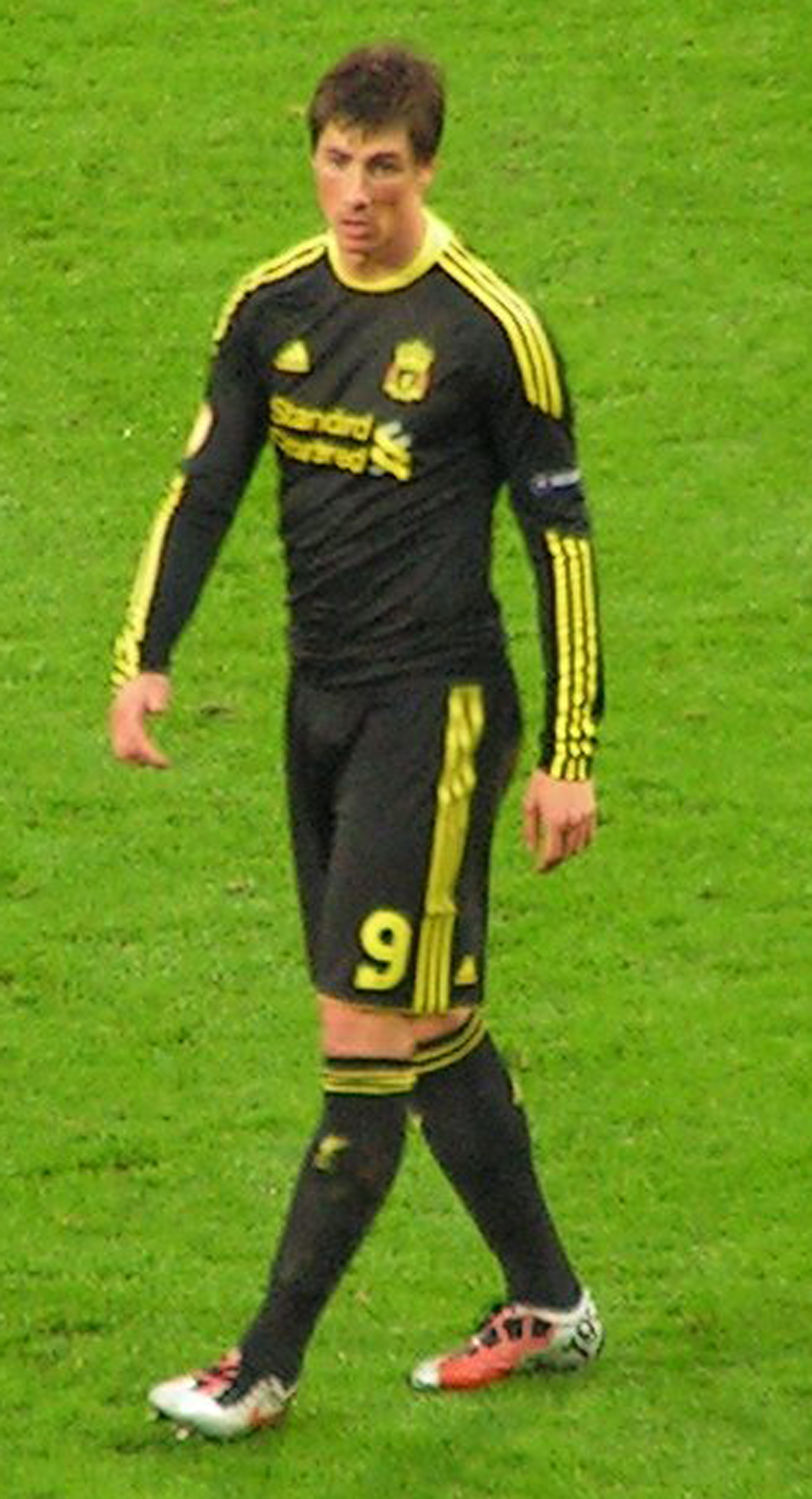
2010-ben a Liverpool színeiben

Az új szezonban első alkalommal 2010. augusztus 14-én, az első fordulóbeli Arsenal elleni bajnoki 74. percében lépett pályára csereként, a mérkőzés végeredménye pedig 1–1-es döntetlen lett. Első gólját 2010. augusztus 29-én a West Brom elleni 1–0-s győztes kimenetelű találkozón szerezte meg, minden versenykiírást tekintve pedig az Anfielden az 50. találatát is jegyezte egyben. 2010. október 24-én a Blackburn Rovers ellen hazai környezetben a győztes gól az ő nevéhez fűződött, a 2–1-es siker mellett augusztus után először talált be az ellenfelek kapujába. 2011. január 22-én szerezte utolsó gólját a klubban a Wolverhampton Wanderers ellen idegenben, mely során a Liverpool 3–0-ra diadalmaskodott.

### Chelsea
2011. január 27-én a Chelsea 40 millió fontos ajánlatot tett érte, melyet a Liverpool elutasított. Ezt követően másnap átigazolási kérelmet nyújtott be a Poolnak, melyet a csapat nem fogadott el. 2011. január 31-én öt és fél év után 50 millió fontért igazolt a Chelsea-hez, ami új rekordot jelentett a brit átigazolások tekintetében, ezzel ugyanis a hatodik legdrágább labdarúgóvá vált a labdarúgás történetében. 2011. február 6-án debütált új egyesületében korábbi csapata, a Liverpool elleni hazai 1–0-s vereség során. 2011. április 23-án megszerezte első gólját a West Ham United ellen, a találkozó 3–0-s Chelsea-sikerrel zárult, Torres pedig 903 perces góltalansági széria után volt újra eredményes. A 2010–2011-es bajnokságban ez volt az egyetlen találata a lejátszott 18 mérkőzése alatt.

#### 2011–2012-es szezon

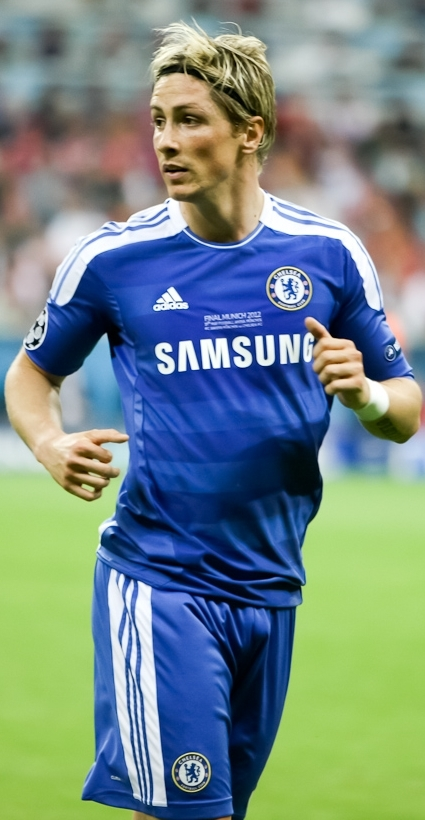
Torres a Chelsea-ben a 2012-es Bajnokok Ligája-döntőjében

Az új idényében 2011. augusztus 14-én, a Stoke City elleni 0–0-s végeredménnyel záródó idegenbeli összecsapáson lépett pályára először, teljesítményét pedig így értékelte a szaksajtó: „Élesen kapcsolódott be a játékba, rááadásul hajlandó volt intelligensen befutni az üres területekre, hogy ez által labdát kapjon." 2011. szeptember 18-án második gólját jegyezte a csapatban a Manchester United elleni idegenbeli 3–1-es vereséggel végződő találkozón. Második találatát az idényben a Swansea City otthonában szerezte, mely mérkőzés 4–1-es győzelemmel zárult csapata számára. Tíz perccel gólja után a Mark Gowerrel szemben elkövetett szabálytalansága miatt kiállították, ez pedig három hazai meccsre szóló eltiltást eredményezett. 2011. október 19-én két gól fűződött a nevéhez a Bajnokok Ligájában a Genk elleni 5–0-s siker alkalmával, ez által első negyeddöntőjét játszhatta a 2008–2009-es évad után a sorozatban, ezúttal korábbi klubja, a Liverpool ellen. 2012. március 18-án az FA-kupa negyeddöntőjében kétszer talált a kapuba és két gólpasszt is kiosztott a másodosztályú Leicester City ellen, ezzel a 24 meccse óta tartó góltalansági szériájának vetett véget. 2012. március 31-én újra eredményes volt a Premier League-ben, 2011. szeptember 24. után először az Aston Villa elleni 4–2-re megnyert ütközet során idegenben.
2012. április 24-én a Barcelona elleni Bajnokok Ligája-elődöntő során Didier Drogba cseréjeként lépett pályára, és a mérkőzés utolsó pillanatában rúgott gólt, a találkozó így 2–2-es döntetlennel ért véget, mely a Chelsea továbbjutását jelentette, összesítésben ugyanis 3–2 volt az arány a londoniak javára. 2012. április 29-én első mesterhármasát jegyezte a londoni csapatban a Stamford Bridge-en a Queens Park Rangers elleni 6–1-es győzelem során. A 2012. május 19-i Bajnokok Ligája-döntőben közvetlenül a Bayern München gólja után állt be csereként, az 1–1-es döntetlent, és hosszabbítást követően a Chelsea 4–3-ra nyerte meg a büntetőpárbajt. Első teljes szezonjában 49 mérkőzésen 11 gólt szerzett.

#### 2012–2013-as szezon

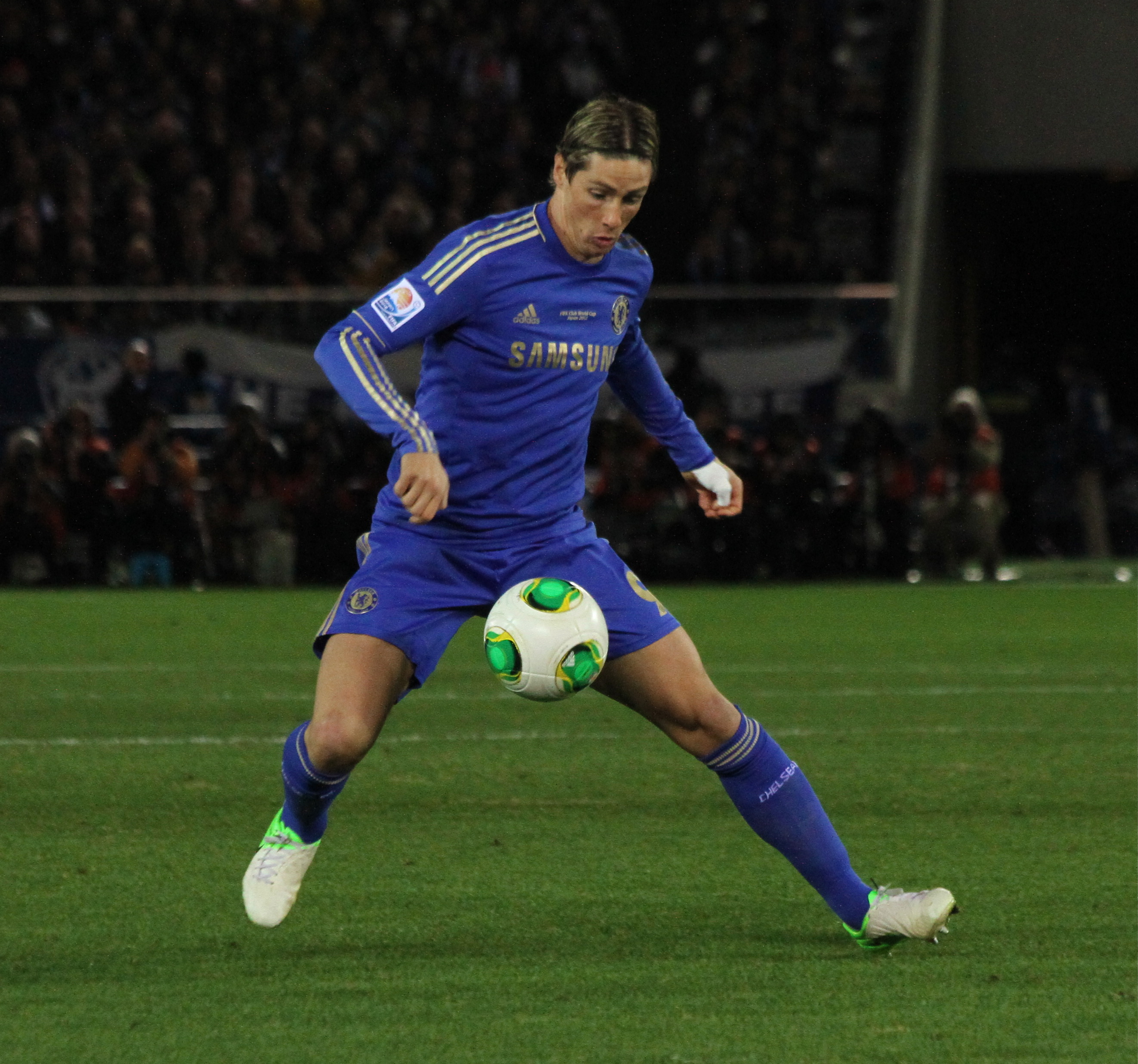
Torres a 2012-es klubvilágbajnokság döntőjében

A 2012–2013-as idény a Community Shield mérkőzésével kezdődött számára a Villa Parkban, mely során a Manchester City ellen ő szerezte az első gólt, csapata azonban 3–2-re kikapott. 2012. augusztus 19-én szerepet kapott a Chelsea első bajnoki meccsén a Wigan Athletic ellen idegenben, a találkozót 2–0-ra nyerték meg. 2012. augusztus 22-én szezonbeli első gólját a következő bajnoki összecsapáson, a Reading elleni hazai 4–2-es győzelem során jegyezte, ahol a harmadik találat fűződött a nevéhez, megszerezve a vezetést ezzel csapatának. Eredményes volt a Newcastle United, az Arsenal és a Norwich City ellen is, a szezon első heteiben a Chelsea pedig vezette a tabellát.
2012. október 28-án a Manchester United ellen második sárga lapját műesésért kapta, így kénytelenek voltak kilenc emberrel játszani, miután csapattársát, Branislav Ivanovićot is kiállították; ennek következteben pedig 3–2-es vereséget szenvedtek. 2012. november 7-én első gólját a Bajnokok Ligájában a Sahtar Doneck ellen szerezte, miután Andrij Pjatov rosszütemű kifutása után lőtt a kapuba, majd Victor Moses a 94. percben biztosította be a 3–2-es győzelmet. 2012. november 21-én Roberto Di Matteót Rafael Benítez váltotta a Chelsea kispadján, aki korábban a Liverpoolban is Torres trénere volt. Pletykák szerint Benítez kinevezésének egyik oka az volt, hogy segítse visszahozni Torrest a legjobb formájába.

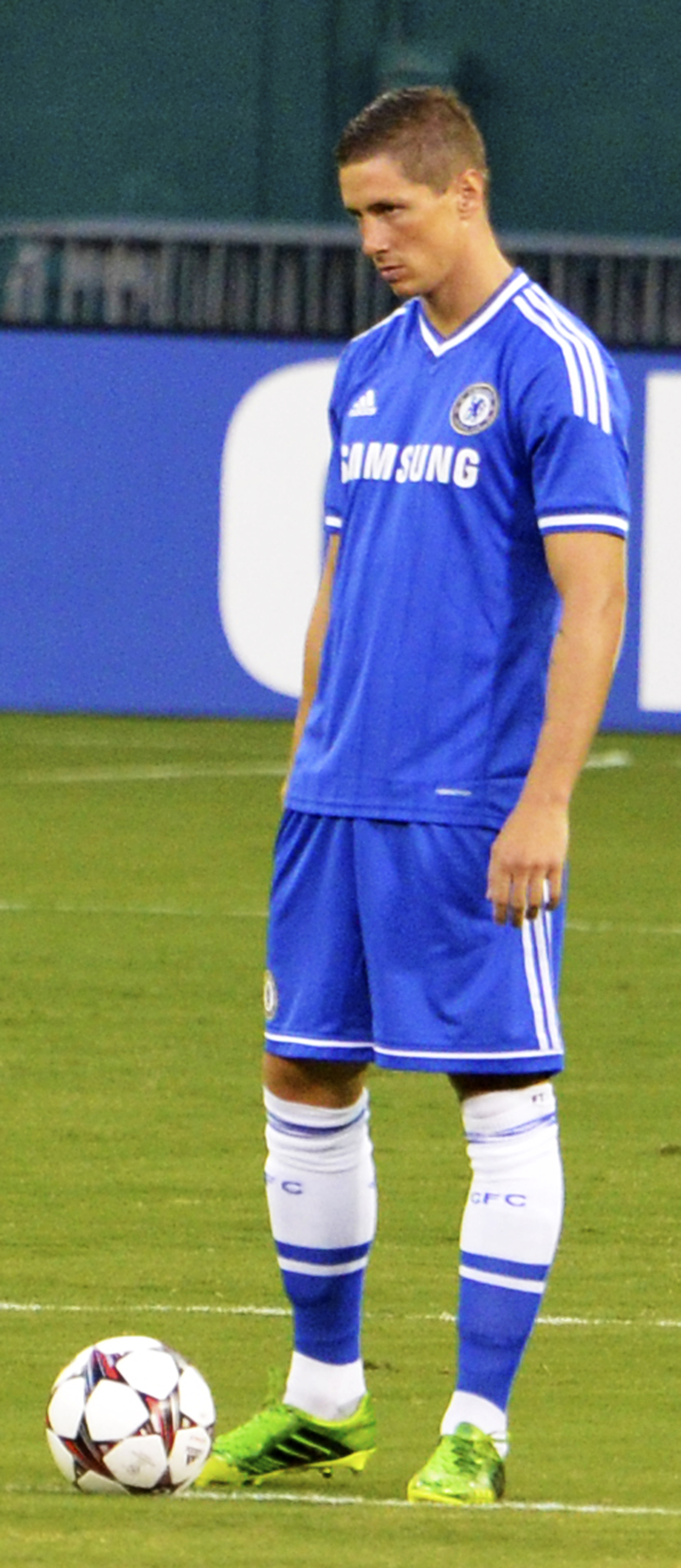
2013-ban a Chelsea színeiben

2012. december 5-én a Nordsjælland elleni 6–1-es győztes Bajnokok Ligája-mérkőzésen 11 órányi góltalanság után kétszer volt eredményes. Három nappal később szintén kétszer talált be nyolc gólnélküli Premier League-találkozó után, ekkor a Chelsea 3–1-re győzte le a Sunderlandet. Ezt követően december 13-án újabb gólt jegyzett a 2012-es klubvilágbajnokság elődöntőjében a mexikói első osztályban szereplő Monterrey elleni 3–1-es siker során, majd három nap múlva a döntőben is pályára lépett, de ott a brazil Série A-ban játszó Corinthianstól 1–0-s vereséget szenvedtek.
2013. március 14-én a Steaua București ellen csapata harmadik gólját szerezte, a találkozó pedig 3–2-es győzelemmel zárult, így a Chelsea bejutott az Európa-liga-negyeddöntőjébe. Ezzel a találatával ő lett az első játékos, aki hét különböző kupasorozatban is betalált. 2013. április 4-én az Európa-liga-negyeddöntőjének első mérkőzésén két gólt is lőtt a Rubin Kazany ellen, majd a második összecsapáson a 3–2-es vereség során is újabb gól fűződött a nevéhez, így a londoniak 5–4-es összesítéssel jutottak tovább az elődöntőbe. 2013. május 15-én a fináléban a Benfica ellen az első gólt ő jegyezte, a meccset 2–1-re nyerte meg a Chelsea. A bajnokság utolsó mérkőzésén az Everton ellen – melyen 2–1-es győzelmet arattak – első bajnoki találatát juttatta a kapuba, és összesen 64 tétmérkőzésen 22-szer volt eredményes az idény során.

#### 2013–2014-es szezon
Az új menedzser, José Mourinho irányítása alatt már az első bajnoki találkozón pályára lépett a Hull City ellen a 2013–2014-es évadban, és az ötödik percben tizenegyesből volt eredményes, melynek köszönhetően megnyerték a meccset. Idénybeli első nemzetközi kupagólját a Bayern München ellen szerezte az UEFA-szuperkupa kiírásában. 2013. szeptember 28-án két sárga lap után kiállították a Tottenham Hotspur elleni 1–1-es döntetlen során a White Hart Lane-en.
2013. október 22-én a Schalke 04 elleni Bajnokok Ligája-találkozón a 100. mérkőzését játszotta a Chelsea színeiben, a 3–0-s győzelemből pedig két góllal vette ki a részét. Október 27-én első bajnoki találatát jegyezte a 90. percben a címvédő Manchester City ellen, valamint a meccs során gólpasszt adott André Schürrlének.

### Milan
2014. augusztus 31-én kétéves kölcsönszerződés keretében csatlakozott a Serie A-ban szereplő AC Milan csapatához. 2014. szeptember 20-án debütált a Juventus elleni 1–0-s hazai vereség alkalmával, 14 perccel a mérkőzés lefújása előtt állt be Andrea Poli cseréjeként. Két nappal később megszerezte első találatát fejjel az Empoli elleni 2–2-es döntetlenre végződő mérkőzésen.

### Visszatérése az Atlético Madridhoz

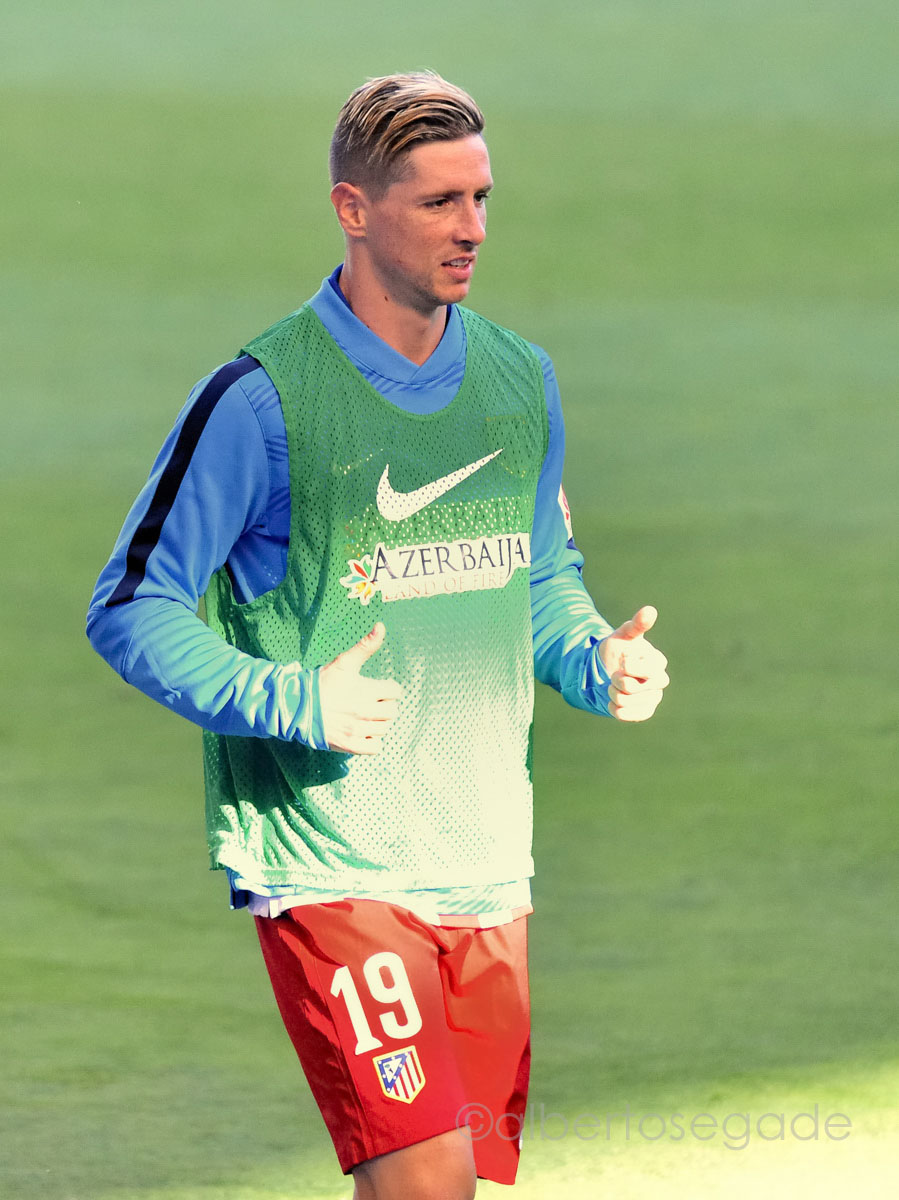
Torres egy mérkőzés előtti bemelegítés alatt az Atlético Madridban 2015-ben

2014. december 27-én bejelentették, hogy 2015. január 5-én véglegesítik a Milanba való szerződését, két nappal később ugyanakkor beleegyezett abba, hogy a 2015–2016-os szezon végéig kölcsönben csatlakozik az Atlético Madridhoz. A kölcsönről azt követően történt megállapodás, hogy Alessio Cerci ugyanazon a napon, január 5-én az Atléticóból a Milanba igazolt. Torres 2015. január 4-i bemutatására a Vicente Calderón Stadionban 45 ezer ember volt kíváncsi. 2015. január 7-én a klubnál való második időszaka során első mérkőzését a kupában a nyolcaddöntőben a Real Madrid ellen játszotta. Nem volt kapura lövése a találkozó folyamán, az 59. percben Koke állt be a helyére, az Atlético pedig 2–0-ra nyert. Nyolc nap múlva a második összecsapáson két gólt szerzett – mindkettőt a két félidő első percében – az Atlético pedig továbbjutott az idegenbeli madridi derbin. A negyeddöntőben újra eredményes volt az első percben, igaz a Barcelona ellen 3–2-es vereséget szenvedtek hazai pályán.

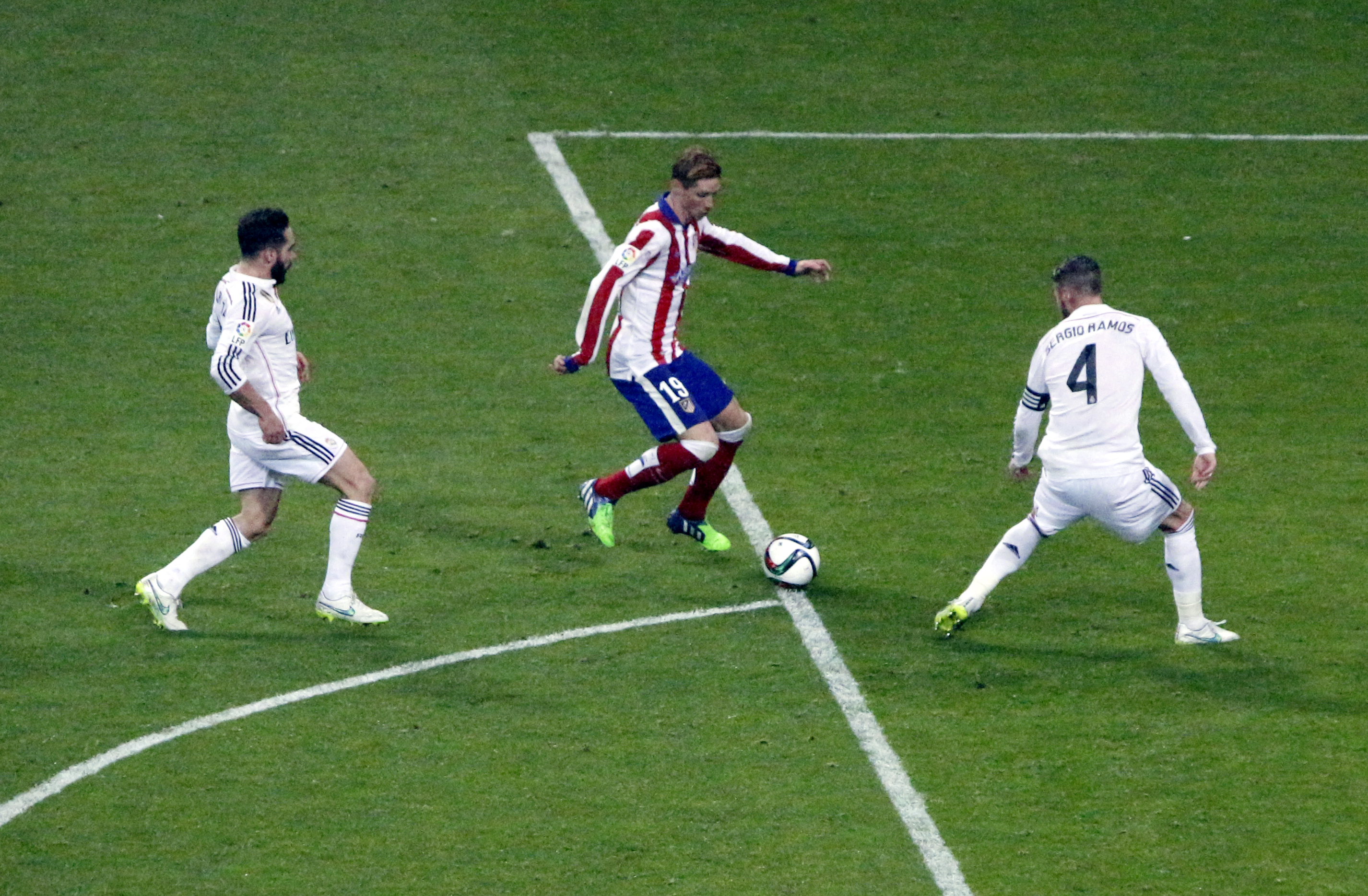
Torres (középen) az Atlético Madrid játékosaként 2015-ben

Március 17-én a Bajnokok Ligája nyolcaddöntőjének második mérkőzésén a 3–2-re megnyert büntetőpárbajban a Bayer Leverkusen ellen ő lőtte be a mindent eldöntő tizenegyest. Március 21-én a Getafe elleni 2–0-s győzelem során a harmadik percben megszerezte első La Liga-gólját visszatérését követően.
A csatár poszton játszó Mario Mandžukić távozása után a 19-es számú mez helyett megkapta a 9-est az idény hátralévő részében, melyet korábban is viselt.
2016. február 6-án 100. találatát szerezte a csapat színeiben az Eibar elleni 3–1-es hazai győzelem során, ez volt a 295. pályára lépése az Atléticóban. A következő hónapban 300. találkozóját játszotta a csapatban a Valencia ellen 3–1-es győzelem alkalmával.
2016. április 5-én a Bajnokok Ligája-negyeddöntő első gólját jegyezte a Camp Nou-ban a Barcelona ellen, majd tíz perccel később kiállították, ezt követően pedig a fővárosiak 2–1-re kikaptak.
2016. július 5-én véglegesítette szerződését, egy évre írt alá az egyesülethez. 2017 februárjában megszerezte 100. spanyol bajnoki gólját a Leganés ellen. 2017. július 4-én újabb egyéves szerződést írt alá bónuszokkal, így még egy évet volt lehetősége maradnia gyermekkori klubjában, miután eltiltották őket attól, hogy új játékosokat igazoljanak, az úgynevezett pénzügyi fair play megszegése miatt.
2018. május 16-án csereként lépett pályára a 90. percben az Európa-liga-döntőben a Parc Olympique Lyonnais-ban, mely során az Atlético a Marseille csapatát 3–0-ra győzte le. A bajnokság utolsó hetében az Eibar elleni 2–2-es döntetlen folyamán kétszer volt eredményes.

### Szagan Toszu és a visszavonulás
2018. július 10-én szerződést kötött a japán első osztályú Szagan Toszuval. Augusztus 22-én jegyezte első találatát a kupaküzdelem negyedik fordulójában a Vissel Kobe elleni győzelem során. Öt nappal később a bajnokságban is betalált, valamint két assziszt is fűződött a nevéhez a Gamba Osaka ellen, mely összecsapást 3–0-ra nyerték meg. 2019. június 21-én bejelentette, hogy visszavonul a profi labdarúgástól. 2019. augusztus 23-án játszotta búcsúmeccsét a Vissel Kobe elleni bajnokin, mely során válogatott csapattársaival, David Villával és Andrés Iniestával találkozott ellenfélként. A mérkőzés folyamán a Szagan Toszu 6–0-s vereséget szenvedett.

### A válogatottban

#### 2001–2002: Sikerek az utánpótlás csapatokban
2001 februárjában megnyerte az Algarve-tornát az U16-os csapattal. A 2001-es Európa-bajnokságon is részt vett, ahol Spanyolország a kiírás győztese lett; ő szerezte a döntő egyetlen gólját, valamint a nemzetközi megmérettetés gólkirálya, illetve legjobb játékosa lett. 2001 szeptemberében az U17-es válogatottat a világbajnokságon is képviselte, de a gárda nem jutott tovább a csoportkörön túl. 2002 júliusában az Európa-bajnokság trófeáját elhódította az U19-es csapattal, és az egyetlen találat újra az ő nevéhez fűződött a fináléban. Ezenkívül ismét elnyerte a gólkirályi címet és megkapta a torna legjobb játékosának járó díjat is.

#### 2003–2006: Debütálása és a kezdeti évek a felnőtt csapatban
2003. szeptember 6-án, a Portugália elleni barátságos mérkőzésen mutatkozott be a felnőtt csapatban. 2004. április 28-án szerezte első gólját Olaszország ellen. A 2004-es Európa-bajnokság keretébe meghívást kapott. Az első két csoportmeccsen csereként állt be, majd a portugálok ellen már a kezdőcsapatba nevezték. Spanyolország 1–0-ra veszített, ő pedig a mérkőzés alatt kapufát lőtt.

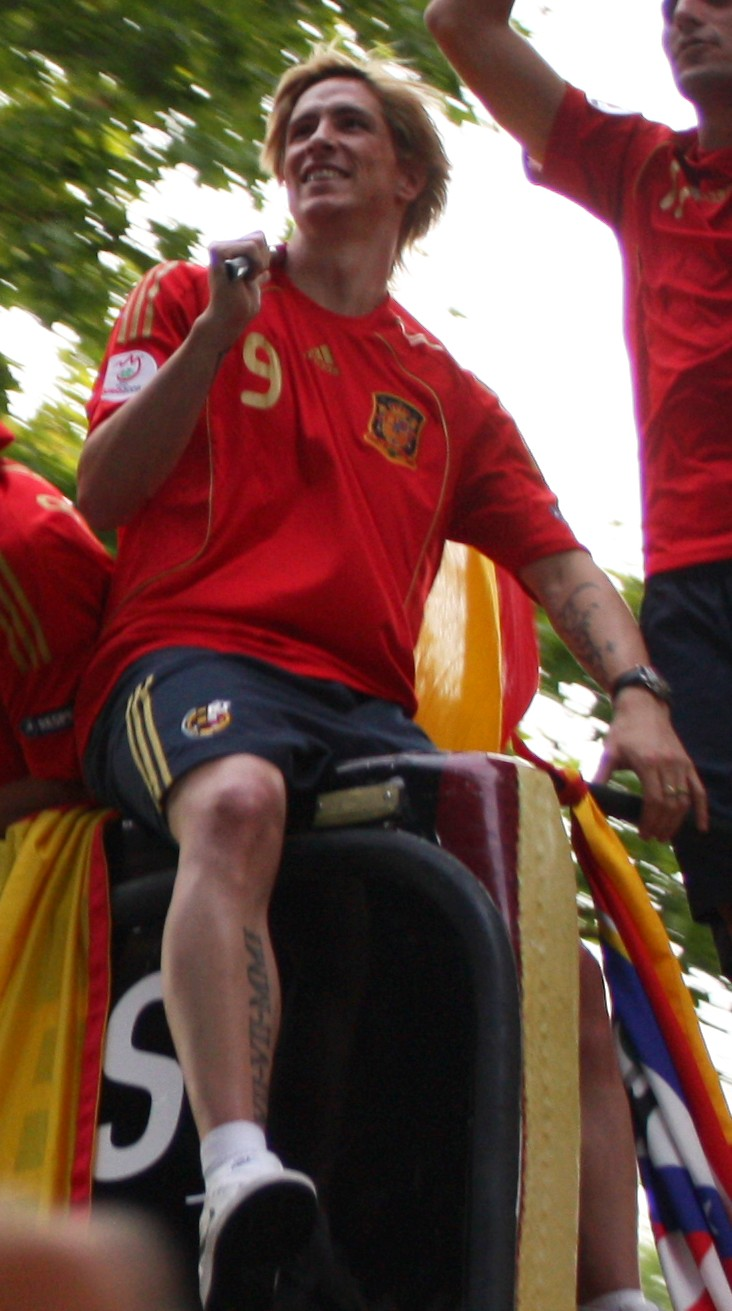
Torres a 2008-as Európa-bajnokság győzelmét ünnepli a spanyol válogatottal

A 2006-os világbajnokság selejtezői során 11 találkozón 7 gólt jegyzett, így a válogatott gólkirálya lett a sorozat alatt, közülük jelentős a Belgium elleni két találata, illetve a San Marino elleni mesterhármasa. A németországi világbajnokságon első meccsén az utolsó gólt szerezte az Ukrajna elleni 4–0-s sikerrel végződő összecsapáson. A második csoportmeccsen kétszer is betalált Tunézia ellen, először a 76. percben 2–1-es vezetéshez juttatta Spanyolországot, majd a 90. percben büntetőből volt eredményes. Három góljával a spanyolok legjobb góllövőjeként fejezte be a tornát csapattársával, David Villával együtt.

#### 2007–2008: Az Európa-bajnoki cím
A 2008-as Európa-bajnokság keretébe nevezték, mely során az oroszok elleni csoportmeccsen David Villának gólpasszt adott, így a válogatott megszerezte első gólját a tornán. Kritika érte, amiért a szövetségi kapitánnyal, Luis Aragonésszel nem fogott kezet, miután lecserélte a találkozón. Ezt követően tagadta, hogy mérges lenne az edzőre, mondván, hogy valójában saját magára dühös. Első gólját a következő meccsen, Svédország ellen jegyezte, ahol 2–1-es győzelmet arattak. A Németország elleni döntőben, melyet 1–0-ra nyertek meg, ő szerezte a mindent eldöntő találatot, és a mérkőzés emberének is megválasztották. Erről így nyilatkozott: „Ez csak egy valóra vált álom. Ez volt az első címem, és remélem, hogy egy a sok közül. Az Európa-bajnoki győzelem majdnem akkora, mint egy világbajnoki győzelem. Megszoktuk, hogy a televízióban nézzük a döntőket, de ma itt voltunk és nyertünk. Az én feladatom a gólszerzés. Több címet akarok nyerni, valamint Európa és a világ legfontosabb játékosa akarok lenni." A későbbiekben bekerült a torna csapatába, a támadósorban mellette David Villa kapott helyet.

#### 2009–2010: A világbajnoki cím

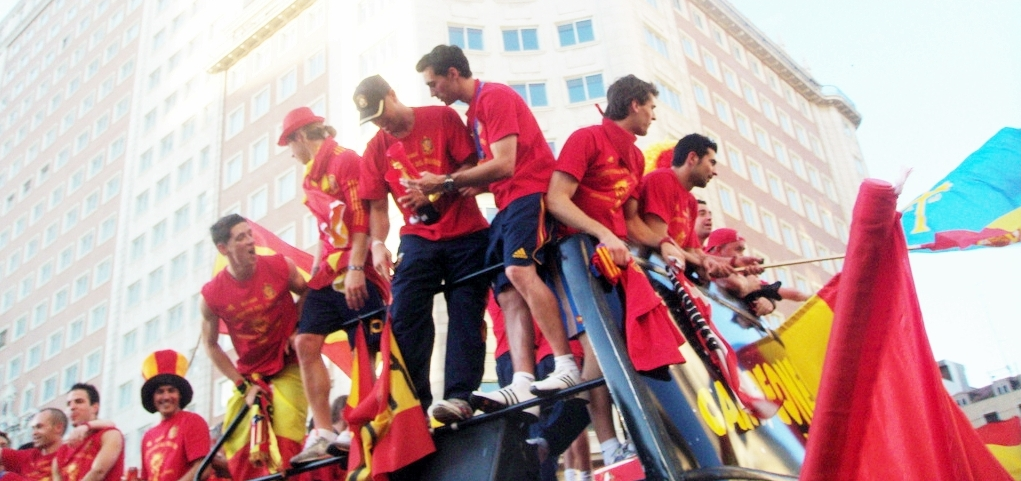
Torres a 2010-es világbajnoki győzelmet ünnepli a Plaza de Españán 2010. július 12-én

2009. március 28-án, a 2010-es világbajnokság selejtezője során 60. alkalommal lépett pályára a nemzeti tizenegyben a Törökország elleni győzelem során, így ő lett a legfiatalabb játékos, aki elérte ezt a mérföldkövet.
A 2009-es konföderációs kupára készülő keretbe is bekerült. A június 14-i, Új-Zéland elleni mérkőzésen 17 perc elteltével a második mesterhármasát produkálta a válogatottban, mely egyúttal Spanyolország leggyorsabban elért három góljának számít. Az elődöntőben 2–0-ra kaptak ki az Egyesült Államoktól, ezt követően pedig a bronzmeccsen hosszabbításban 3–2-re verték meg Dél-Afrikát.
Miután 2010. április 28-án térdműtéten esett át, és így a Premier League szezon hátralévő részét kihagyni kényszerült, felépülését és kondícióját figyelemmel kísérte a szövetségi kapitány, Vicente del Bosque. Májusban sérülése ellenére mégis helyet kapott a 2010-es világbajnokság keretében. Június 8-án két hónap elteltével lépett újra pályára a 66. percben csereként a Lengyelország elleni világbajnokságra való felkészülési mérkőzésen.
Június 16-án a világbajnokságon a spanyolok első meccsén csereként állt be Svájc ellen, ahol 1–0-s vereséget szenvedtek. A következő két összecsapáson, Honduras és Chile ellen kezdett, és bár a csoportkörben nyújtott teljesítményét alulértékelték, Del Bosquétól mégis megfelelő támogatást kapott. 2010. július 11-én a döntőben a 105. percben cserélték be, Spanyolország pedig története első világbajnoki címét gyűjtötte be, miután 1–0-ra legyőzte Hollandiát.

#### 2011–2012: Az újabb Európa-bajnoki cím

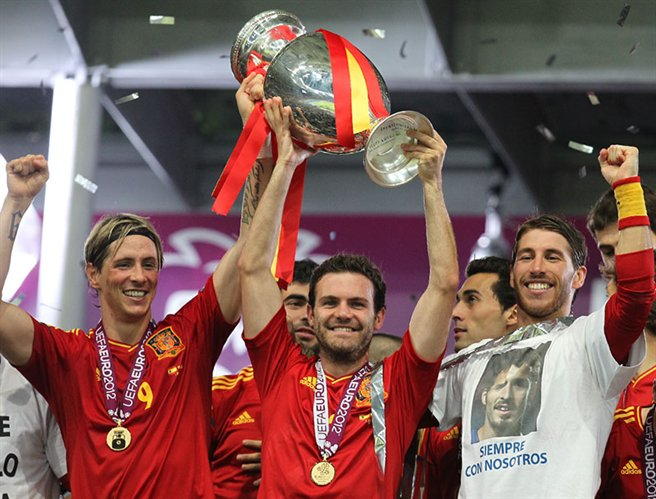
Torres (balra) csapattársaival, Juan Matával és Sergio Ramosszal a 2012-es Európa-bajnoki győzelem után

Del Bosque nevezte a 2012-es Európa-bajnokság keretébe. A torna kezdetén két gólt szerzett az Írország elleni 4–0-ra megnyert mérkőzésen, az ellenfél pedig nem jutott tovább a csoportkörből. A fináléban Olaszország ellen csereként lépett pályára, mely során egy gólt jegyzett és kiosztott egy gólpasszt is, a 4–0-s győzelem által a spanyolok pedig zsinórban másodjára nyerték meg az Európa-bajnokságot. Három góljával és egy asszisztjával megnyerte a nemzetközi kiírás aranycipőjét, hiszen ezt a teljesítményt kevesebb játékperc alatt érte el, mint a szintén három gólt szerző és egy gólpasszt adó Mario Gómez.
2012. szeptember 7-én 100. mérkőzésén Szaúd-Arábia ellen győzelmet aratott a nemzeti tizenegy, mely során csapatkapitány volt a kapus, Iker Casillas távollétében. Ezzel a hatodik legtöbbet pályára lépő játékos lett a válogatottban.

#### 2013–2014: Gólkirályi cím a konföderációs kupán és az utolsó világbajnokság
Ő lett a történelem első játékosa, aki egy meccsen négy gólt szerzett a konföderációs kupán, miután 2013. június 20-án 10–0-ra verték meg Tahitit. Szintén elsőként ért el két mesterhármast a konföderációs kupa sorozatot tekintve, továbbá öt góllal és egy gólpasszal elnyerte az aranycipőt, megelőzve ezzel Fredet, aki kevesebb percet játszott.
2014. május 30-án Bolívia ellen, a világbajnokságra való felkészülési mérkőzésen büntetőből volt eredményes 11 hónapot követően. Másnap a végső keretbe benevezték Álvaro Negredo és Fernando Llorente előtt. Az első két csoportmeccset követően a harmadik találkozón a kezdőben kapott helyet, de ekkor már bebizonyosodott, hogy a spanyolok búcsúzni kényszerülnek a tornától. Curitibában az ausztrálok elleni 3–0-s győzelemmel véget érő találkozón a második gólt jegyezte.

## Játékstílusa
Torrest a szakértői úgy elemezték, hogy remekül lát a pályán, világszínvonalú készségei vannak, valamint technikailag képzett, sikerre éhes csatár. Képes gólhelyzetbe hozni magát, tempóját és játékintelligenciáját kihasználva pedig a védők mögé kerülni. Keményen dolgozó támadó, arról is ismert, hogy hajlandó volt lefutni az ellenfél védőit, valamint nyomást gyakorolni rájuk, és a gólszerzésen kívül képes volt játékba hozni csapattársait, ez által helyzeteket teremtve számukra; ennek köszönhető, hogy alkalmanként mélyebb szerepkörben, hátravont ékként is játszatták. Pályafutása csúcsán erős volt a fejjátéka, pontos és termékeny befejező csatárnak számított, mindkét lábával eredményesen lőtt kapura, így a világ egyik legjobb támadójának tekintették. A 2009-es konföderációs kupa előtt a CBC így jellemezte őt: „A spanyol futball aranyfia és az egyik legveszélyesebb támadó a meccseken. El Niño (A kölyök) második szezonjában 14 gólt lőtt a Liverpoolban. Villámgyors, halálos befejező, és olyan magas színvonalú játékos, akinek a lábához ragad a labda, mellyel rutinszerűen hétköznapivá teszi a látványos mozdulatokat." Több sérülése következtében az ütemérzéke és a magabiztossága azonban alább hagyott, így a gólszerzési aránya is csökkent az ezt követő idényekben.

## Edzőség
2021. július 25-én az Atlético Madrid U19-es csapatának vezetőedzőjévé nevezték ki. 2024. június 11-én az Atlético Madrid B menedzsere lett. A spanyol harmadosztályban az első fordulóban debütált, klubja 1–0-s vereséget szenvedett az Atlético Sanluqueño ellen.

## Magánélete

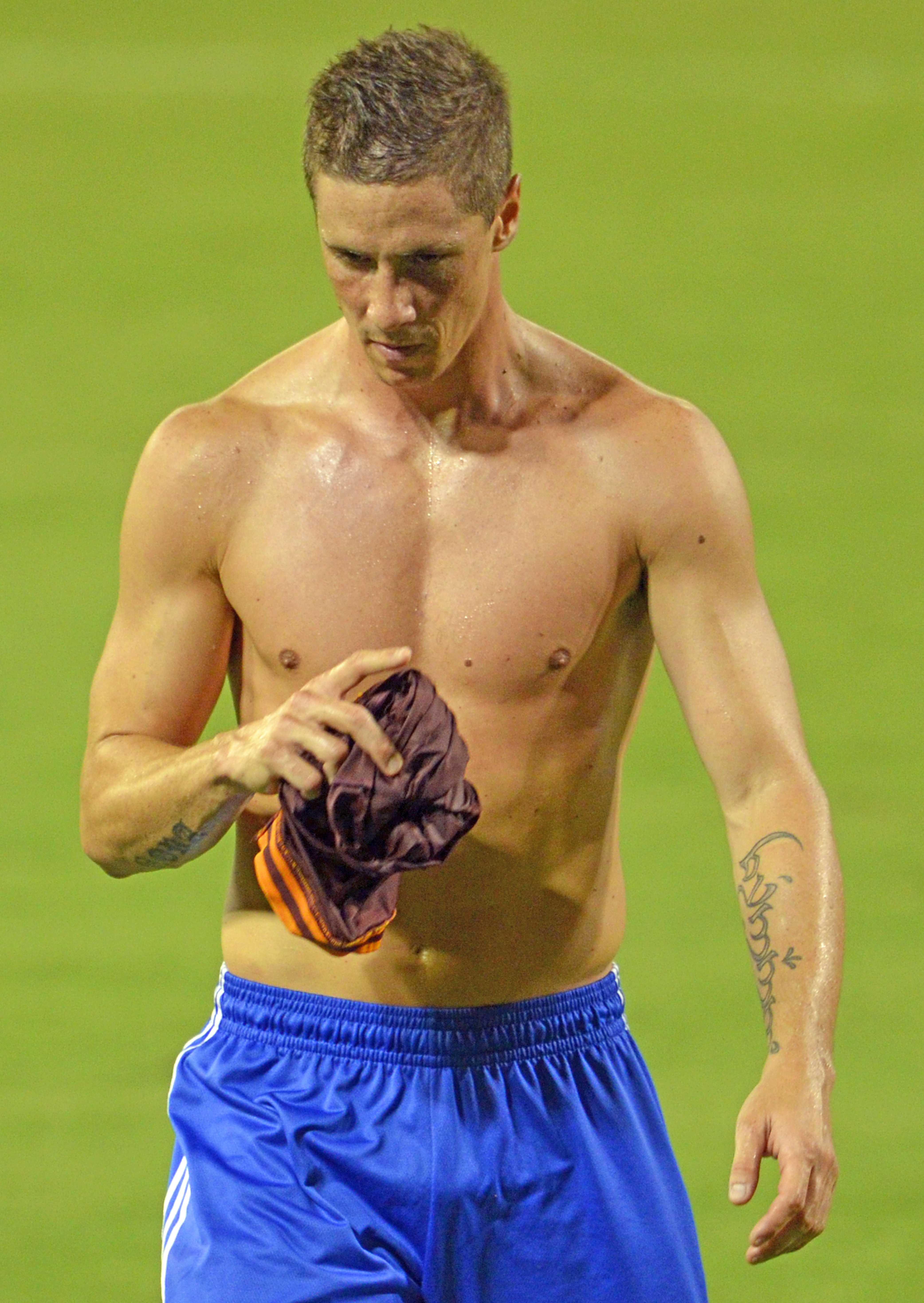
Torres tengwar ábécé írásmódja szerinti tetoválása a bal alkarján

Szülei José Torres és Flori Sanz. Két idősebb testvére van: Izrael (1977) és María Paz (1976). 2009. május 27-én feleségül vette Olalla Domínguez Listét egy magánszertartáson, a helyi városházán El Escorialban, Madridban, mindössze két tanú jelenlétében. Három gyerekük van: első lányuk, Nora, aki 2009. július 8-án született Santiago de Compostelában, Galíciában a La Rosaleda kórházban, és egy fiuk, Leo, ő 2010. december 6-án jött világra a liverpooli Nők kórházában, emiatt Torres az Anfielden zajló Aston Villa elleni mérkőzést kihagyta. A legkisebb, Elsa 2015. október 26-án született Madridban.
2009-ben bejelentették, hogy személyes vagyona 14 millió font. Szerepelt az El Canto del Loco pop-rock együttes Ya nada volverá a ser como antes című videoklipjében, akinek énekesével, Dani Martínnal kiváló barátságot ápol. Cameoszerepben tűnt fel a 2005-ben készült Torrente 3. – A védelmező vígjátékban. 2009-ben öneletrajzi könyvet adott ki Torres: El Niño: My Story címmel. Lelkes rajongója J. R. R. Tolkien munkásságának, a bal alkarján a tengwar ábécé írásmódja szerint egy Fernando feliratú tetoválás található.
2011-ben stadiont építettek tiszteletére Fuenlabdradában.

## Pályafutásának statisztikái

### Klubcsapatokban
| Klub                         | Szezon               | Liga                 | Liga  | Liga | Kupa  | Kupa | Ligakupa | Ligakupa | Nemzetközi | Nemzetközi | Egyéb | Egyéb | Összesen | Összesen |
| Klub                         | Szezon               | Bajnokság            | Mérk. | Gól  | Mérk. | Gól  | Mérk.    | Gól      | Mérk.      | Gól        | Mérk. | Gól   | Mérk.    | Gól      |
| ---------------------------- | -------------------- | -------------------- | ----- | ---- | ----- | ---- | -------- | -------- | ---------- | ---------- | ----- | ----- | -------- | -------- |
| Atlético Madrid              | 2000–2001            | Segunda División     | 4     | 1    | 2     | 0    | —        | —        | —          | —          | —     | —     | 6        | 1        |
| Atlético Madrid              | 2001–2002            | Segunda División     | 36    | 6    | 1     | 1    | —        | —        | —          | —          | —     | —     | 37       | 7        |
| Atlético Madrid              | 2002–2003            | La Liga              | 29    | 13   | 3     | 1    | —        | —        | —          | —          | —     | —     | 32       | 14       |
| Atlético Madrid              | 2003–2004            | La Liga              | 35    | 19   | 5     | 2    | —        | —        | —          | —          | —     | —     | 40       | 21       |
| Atlético Madrid              | 2004–2005            | La Liga              | 38    | 16   | 6     | 2    | —        | —        | 5          | 2          | —     | —     | 49       | 20       |
| Atlético Madrid              | 2005–2006            | La Liga              | 36    | 13   | 4     | 0    | —        | —        | —          | —          | —     | —     | 40       | 13       |
| Atlético Madrid              | 2006–2007            | La Liga              | 36    | 14   | 4     | 1    | —        | —        | —          | —          | —     | —     | 40       | 15       |
| Atlético Madrid              | Összesen             | Összesen             | 214   | 82   | 25    | 7    | —        | —        | 5          | 2          | —     | —     | 244      | 91       |
| Liverpool                    | 2007–2008            | Premier League       | 33    | 24   | 1     | 0    | 1        | 3        | 11         | 6          | —     | —     | 46       | 33       |
| Liverpool                    | 2008–2009            | Premier League       | 24    | 14   | 3     | 1    | 2        | 0        | 9          | 2          | —     | —     | 38       | 17       |
| Liverpool                    | 2009–2010            | Premier League       | 22    | 18   | 2     | 0    | 0        | 0        | 8          | 4          | —     | —     | 32       | 22       |
| Liverpool                    | 2010–2011            | Premier League       | 23    | 9    | 1     | 0    | 0        | 0        | 2          | 0          | —     | —     | 26       | 9        |
| Liverpool                    | Összesen             | Összesen             | 102   | 65   | 7     | 1    | 3        | 3        | 30         | 12         | —     | —     | 142      | 81       |
| Chelsea                      | 2010–2011            | Premier League       | 14    | 1    | —     | —    | —        | —        | 4          | 0          | —     | —     | 18       | 1        |
| Chelsea                      | 2011–2012            | Premier League       | 32    | 6    | 6     | 2    | 1        | 0        | 10         | 3          | —     | —     | 49       | 11       |
| Chelsea                      | 2012–2013            | Premier League       | 36    | 8    | 5     | 1    | 4        | 2        | 16         | 9          | 3     | 2     | 64       | 22       |
| Chelsea                      | 2013–2014            | Premier League       | 28    | 5    | 2     | 0    | 1        | 1        | 10         | 5          | 0     | 0     | 41       | 11       |
| Chelsea                      | 2014–2015            | Premier League       | 0     | 0    | —     | —    | —        | —        | —          | —          | —     | —     | 0        | 0        |
| Chelsea                      | Összesen             | Összesen             | 110   | 20   | 13    | 3    | 6        | 3        | 40         | 17         | 3     | 2     | 172      | 45       |
| Milan (kölcsönben)           | 2014–2015            | Serie A              | 10    | 1    | —     | —    | —        | —        | —          | —          | —     | —     | 10       | 1        |
| Atlético Madrid (kölcsönben) | 2014–2015            | La Liga              | 19    | 3    | 4     | 3    | —        | —        | 3          | 0          | —     | —     | 26       | 6        |
| Atlético Madrid (kölcsönben) | 2015–2016            | La Liga              | 30    | 11   | 2     | 0    | —        | —        | 12         | 1          | —     | —     | 44       | 12       |
| Atlético Madrid              | 2016–2017            | La Liga              | 31    | 8    | 5     | 1    | —        | —        | 9          | 1          | —     | —     | 45       | 10       |
| Atlético Madrid              | 2017–2018            | La Liga              | 27    | 5    | 6     | 3    | —        | —        | 12         | 2          | —     | —     | 45       | 10       |
| Atlético Madrid              | Összesen             | Összesen             | 107   | 27   | 17    | 7    | —        | —        | 36         | 4          | —     | —     | 160      | 38       |
| Szagan Toszu                 | 2018                 | J1 League            | 17    | 3    | 2     | 1    | 0        | 0        | —          | —          | —     | —     | 19       | 4        |
| Szagan Toszu                 | 2019                 | J1 League            | 18    | 2    | 1     | 1    | 2        | 0        | —          | —          | —     | —     | 21       | 3        |
| Szagan Toszu                 | Összesen             | Összesen             | 35    | 5    | 3     | 2    | 2        | 0        | —          | —          | —     | —     | 40       | 7        |
| Pályafutása összesen         | Pályafutása összesen | Pályafutása összesen | 578   | 200  | 65    | 20   | 11       | 6        | 111        | 35         | 3     | 2     | 768      | 263      |

1. ↑  Mérkőzései a Copa del Reyben, az FA-kupában és a Császárok kupájában
2. ↑  Mérkőzései az Angol Ligakupában és a Japán Ligakupában
3. ↑  Mérkőzései az Intertotó-kupában
4. ↑  Mérkőzései az UEFA-bajnokok ligájában
5. ↑  Mérkőzései az UEFA-bajnokok ligájában
6. ↑  Tartalmaz négy mérkőzést a Bajnokok Ligájában, valamint négy mérkőzést és négy gólt az Európa-ligában
7. ↑  Mérkőzései az Európa-ligában
8. ↑  Mérkőzései az UEFA-bajnokok ligájában
9. ↑  Mérkőzései az UEFA-bajnokok ligájában
10. ↑  Tartalmaz egy mérkőzést az UEFA-szuperkupában, hat mérkőzést és három gólt a Bajnokok Ligájában, kilenc mérkőzést és hat gólt az Európa-ligában
11. ↑  Tartalmaz egy mérkőzést és egy gólt a Community Shielden, két mérkőzést és egy gólt a FIFA-klubvilágbajnokságon.
12. ↑  Tartalmaz egy mérkőzést és egy gólt az UEFA-szuperkupában, kilenc mérkőzést és négy gólt a Bajnokok Ligájában
13. ↑  Mérkőzései az UEFA-bajnokok ligájában
14. ↑  Mérkőzései az UEFA-bajnokok ligájában
15. ↑  Mérkőzései az UEFA-bajnokok ligájában

### A válogatottban
Forrás:
| Nemzet        | Év       | Mérk. | Gól |
| ------------- | -------- | ----- | --- |
| Spanyolország | 2003     | 3     | 0   |
| Spanyolország | 2004     | 11    | 1   |
| Spanyolország | 2005     | 12    | 8   |
| Spanyolország | 2006     | 13    | 5   |
| Spanyolország | 2007     | 6     | 1   |
| Spanyolország | 2008     | 13    | 3   |
| Spanyolország | 2009     | 13    | 5   |
| Spanyolország | 2010     | 11    | 3   |
| Spanyolország | 2011     | 9     | 1   |
| Spanyolország | 2012     | 10    | 4   |
| Spanyolország | 2013     | 5     | 5   |
| Spanyolország | 2014     | 4     | 2   |
| Összesen      | Összesen | 110   | 38  |

### Góljai a válogatottban
2014. június 23. szerint.
| #  | Dátum                | Helyszín                                                    | Mérkőzés | Ellenfél        | Gól | Eredmény | Verseny                            | Forrás  |
| -- | -------------------- | ----------------------------------------------------------- | -------- | --------------- | --- | -------- | ---------------------------------- | ------- |
| 1  | 2004. április 28.    | Luigi Ferraris Stadion, Genova, Olaszország                 | 5        | Olaszország     | 1–0 | 1–1      | Barátságos mérkőzés                | [ 250 ] |
| 2  | 2005. február 9.     | Estadio de los Juegos Mediterráneos, Almería, Spanyolország | 15       | San Marino      | 2–0 | 5–0      | 2006-os világbajnokság selejtező   | [ 251 ] |
| 3  | 2005. március 26.    | Helmántico Stadion, Salamanca, Spanyolország                | 16       | Kína            | 1–0 | 3–0      | Barátságos mérkőzés                | [ 252 ] |
| 4  | 2005. október 8.     | Baldvin király Stadion, Brüsszel, Belgium                   | 23       | Belgium         | 1–0 | 2–0      | 2006-os világbajnokság selejtező   | [ 253 ] |
| 5  | 2005. október 8.     | Baldvin király Stadion, Brüsszel, Belgium                   | 23       | Belgium         | 2–0 | 2–0      | 2006-os világbajnokság selejtező   | [ 253 ] |
| 6  | 2005. október 12.    | Olimpiai Stadion, Serravalle, San Marino                    | 24       | San Marino      | 2–0 | 6–0      | 2006-os világbajnokság selejtező   | [ 254 ] |
| 7  | 2005. október 12.    | Olimpiai Stadion, Serravalle, San Marino                    | 24       | San Marino      | 5–0 | 6–0      | 2006-os világbajnokság selejtező   | [ 254 ] |
| 8  | 2005. október 12.    | Olimpiai Stadion, Serravalle, San Marino                    | 24       | San Marino      | 6–0 | 6–0      | 2006-os világbajnokság selejtező   | [ 254 ] |
| 9  | 2005. november 12.   | Vicente Calderón Stadion, Madrid, Spanyolország             | 25       | Szlovákia       | 3–1 | 5–1      | 2006-os világbajnokság selejtező   | [ 255 ] |
| 10 | 2006. június 7.      | Stade de Genève, Carouge, Svájc                             | 30       | Horvátország    | 2–1 | 2–1      | Barátságos mérkőzés                | [ 256 ] |
| 11 | 2006. június 14.     | Zentralstadion, Lipcse, Németország                         | 31       | Ukrajna         | 4–0 | 4–0      | 2006-os világbajnokság             | [ 257 ] |
| 12 | 2006. június 19.     | Gottlieb-Daimler-Stadion, Stuttgart, Németország            | 32       | Tunézia         | 2–1 | 3–1      | 2006-os világbajnokság             | [ 258 ] |
| 13 | 2006. június 19.     | Gottlieb-Daimler-Stadion, Stuttgart, Németország            | 32       | Tunézia         | 3–1 | 3–1      | 2006-os világbajnokság             | [ 258 ] |
| 14 | 2006. szeptember 2.  | Estadio Nuevo Vivero, Badajoz, Spanyolország                | 36       | Liechtenstein   | 1–0 | 4–0      | 2008-as Európa-bajnokság selejtező | [ 259 ] |
| 15 | 2007. szeptember 12. | Estadio Carlos Tartiere, Oviedo, Spanyolország              | 45       | Lettország      | 2–0 | 2–0      | 2008-as Európa-bajnokság selejtező | [ 260 ] |
| 16 | 2008. június 14.     | Tivoli Neu, Innsbruck, Ausztria                             | 51       | Svédország      | 1–0 | 2–1      | 2008-as Európa-bajnokság           | [ 261 ] |
| 17 | 2008. június 29.     | Ernst Happel Stadion, Bécs, Ausztria                        | 54       | Németország     | 1–0 | 1–0      | 2008-as Európa bajnokság döntő     | [ 262 ] |
| 18 | 2008. november 19.   | Estadio El Madrigal, Vila-real, Spanyolország               | 58       | Chile           | 2–0 | 3–0      | Barátságos mérkőzés                | [ 263 ] |
| 19 | 2009. június 9.      | Tofik Bahramov Stadion, Baku, Azerbajdzsán                  | 62       | Azerbajdzsán    | 6–0 | 6–0      | Barátságos mérkőzés                | [ 264 ] |
| 20 | 2009. június 14.     | Royal Bafokeng Stadion, Rustenburg, Dél-Afrika              | 63       | Új-Zéland       | 1–0 | 5–0      | 2009-es konföderációs kupa         | [ 265 ] |
| 21 | 2009. június 14.     | Royal Bafokeng Stadion, Rustenburg, Dél-Afrika              | 63       | Új-Zéland       | 2–0 | 5–0      | 2009-es konföderációs kupa         | [ 265 ] |
| 22 | 2009. június 14.     | Royal Bafokeng Stadion, Rustenburg, Dél-Afrika              | 63       | Új-Zéland       | 3–0 | 5–0      | 2009-es konföderációs kupa         | [ 265 ] |
| 23 | 2009. augusztus 12.  | Philip II Aréna, Szkopje, Macedónia                         | 68       | Észak-Macedónia | 1–2 | 3–2      | Barátságos mérkőzés                | [ 266 ] |
| 24 | 2010. június 8.      | Estadio Nueva Condomina, Murcia, Spanyolország              | 73       | Lengyelország   | 5–0 | 6–0      | Barátságos mérkőzés                | [ 267 ] |
| 25 | 2010. szeptember 3.  | Rheinpark Stadion, Vaduz, Liechtenstein                     | 81       | Liechtenstein   | 1–0 | 4–0      | 2012-es Európa-bajnokság selejtező | [ 268 ] |
| 26 | 2010. szeptember 3.  | Rheinpark Stadion, Vaduz, Liechtenstein                     | 81       | Liechtenstein   | 3–0 | 4–0      | 2012-es Európa-bajnokság selejtező | [ 268 ] |
| 27 | 2011. június 4.      | Gillette Stadion, Foxborough, Amerikai Egyesült Államok     | 85       | USA             | 4–0 | 4–0      | Barátságos mérkőzés                | [ 269 ] |
| 28 | 2012. május 30.      | Stade de Suisse, Bern, Svájc                                | 92       | Dél-Korea       | 1–0 | 4–1      | Barátságos mérkőzés                | [ 270 ] |
| 29 | 2012. június 14.     | Arena Gdańsk, Gdańsk, Lengyelország                         | 95       | Írország        | 1–0 | 4–0      | 2012-es Európa-bajnokság           | [ 271 ] |
| 30 | 2012. június 14.     | Arena Gdańsk, Gdańsk, Lengyelország                         | 95       | Írország        | 3–0 | 4–0      | 2012-es Európa-bajnokság           | [ 271 ] |
| 31 | 2012. július 1.      | Olimpiai Stadion, Kijev, Ukrajna                            | 98       | Olaszország     | 3–0 | 4–0      | 2012-es Európa-bajnokság döntő     | [ 271 ] |
| 32 | 2013. június 20.     | Maracanã Stadion, Rio de Janeiro, Brazília                  | 103      | Tahiti          | 1–0 | 10–0     | 2013-as konföderációs kupa         | [ 272 ] |
| 33 | 2013. június 20.     | Maracanã Stadion, Rio de Janeiro, Brazília                  | 103      | Tahiti          | 3–0 | 10–0     | 2013-as konföderációs kupa         | [ 272 ] |
| 34 | 2013. június 20.     | Maracanã Stadion, Rio de Janeiro, Brazília                  | 103      | Tahiti          | 6–0 | 10–0     | 2013-as konföderációs kupa         | [ 272 ] |
| 35 | 2013. június 20.     | Maracanã Stadion, Rio de Janeiro, Brazília                  | 103      | Tahiti          | 9–0 | 10–0     | 2013-as konföderációs kupa         | [ 272 ] |
| 36 | 2013. június 23.     | Estadio Castelão, Fortaleza, Brazília                       | 104      | Nigéria         | 2–0 | 3–0      | 2013-as konföderációs kupa         | [ 273 ] |
| 37 | 2014. május 30.      | Estadio Ramón Sánchez-Pizjuán, Sevilla, Spanyolország       | 107      | Bolívia         | 1–0 | 2–0      | Barátságos mérkőzés                | [ 274 ] |
| 38 | 2014. június 21.     | Estádio Joaquim Américo Guimarães, Curitiba, Brazília       | 110      | Ausztrália      | 2–0 | 3–0      | 2014.es világbajnokság             | [ 275 ] |

## Sikerei, díjai

### Klubcsapatokban
- Atlético Madrid:
  - Spanyol másodosztály: 2001–2002[276]
  - UEFA-bajnokok ligája – döntős: 2015–2016[277]
  - Európa-liga: 2017–2018[154]
- Chelsea:
  - Angol kupa: 2011–2012[276]
  - Bajnokok ligája: 2011–2012[276]
  - Európa-liga: 2012–2013[276]
  - Klubvilágbajnokság – döntős: 2012[278]

### A válogatottban
- Spanyolország U17:
  - U17-es Európa-bajnok: 2001[276]
- Spanyolország U19:
  - U19-es Európa-bajnok: 2002[276]
- Spanyolország:
  - Európa-bajnokság: 2008, 2012[276]
  - Világbajnokság: 2010[276]
  - Konföderációs kupa: 2009 – bronzérmes, 2013 – döntős[276]

### Egyéni elismerései

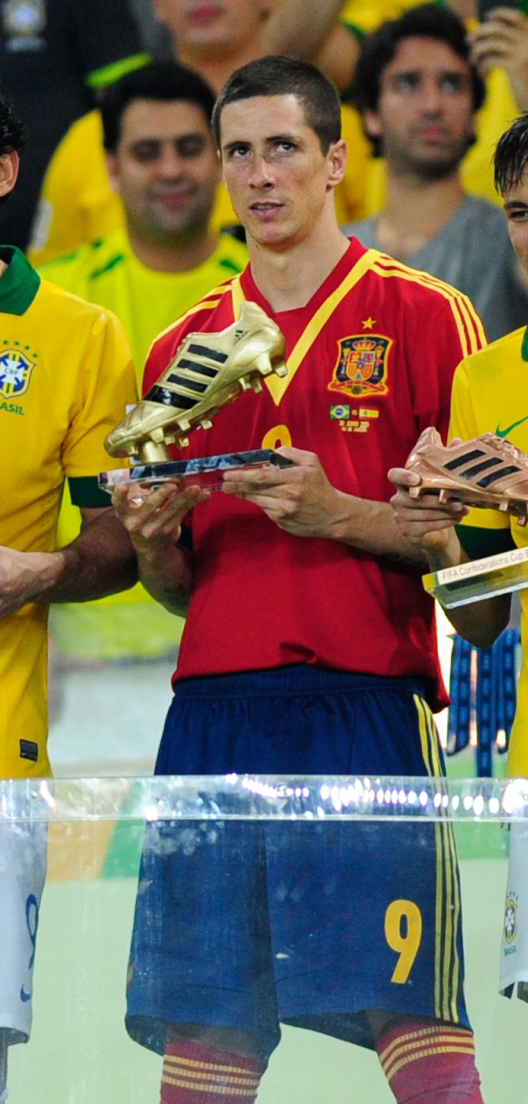
Torres a spanyol válogatottban a 2013-as konföderációs kupa aranycipőjével

- U16-os Európa bajnokság – A torna játékosa: 2001[279]
- U16-os Európa-bajnokság – gólkirály: 2001[280]
- U19-es Európa-bajnokság – A torna játékosa: 2002[276]
- U19-es Európa-bajnokság – gólkirály: 2002[281]
- Liverpool FC – A szezon játékosa díj: 2007–2008[282]
- Premier League – Az év csapata (PFA): 2007–2008, 2008–2009[283]
- Premier League – A hónap játékosa: 2008 február, 2009 szeptember[284]
- BBC – A hónap gólja: 2009 április[285]
- 2008-as Európa-bajnokság döntő – A meccs embere[286]
- Európa-bajnokság – A torna csapata: 2008[280]
- UEFA – Az év csapata: 2008[280]
- FIFA – FIFPro World XI: 2008, 2009[287]
- ESM – Az év csapata: 2007–2008[288]
- Az év labdarúgója (FIFA) – harmadik helyezett: 2008[289]
- Aranylabda – harmadik helyezett: 2008[290]
- Konföderációs kupa – ezüstcipő: 2009[291]
- ''Marca'' Leyenda díj: 2012[292]
- Európa-bajnokság – aranycipő: 2012[276]
- Konföderációs kupa – aranycipő: 2013[293]

### Kitüntetések
- Asztúria hercegnője díj – sport: 2010[276]
- Királyi Sport Érdemrend – arany medál: 2011[294]

## Fordítás
Ez a szócikk részben vagy egészben  a   Fernando Torres című angol Wikipédia-szócikk ezen változatának fordításán alapul.  Az eredeti cikk szerkesztőit annak laptörténete sorolja fel. Ez a jelzés csupán a megfogalmazás eredetét és a szerzői jogokat jelzi, nem szolgál a cikkben szereplő információk forrásmegjelöléseként.

## Forrás
- HISTORIA DEL FÚTBOL ESPAÑOL, SELECCIONES ESPAÑOLAS (spanyol nyelven). ISBN 978-84-8229-123-9